# بريان لو
بريان جوزيف لو (بالإنجليزية: Bryan Law)‏ (1954 – 2013) كان ناشط سلام أسترالي أصبح معروفًا بعد اقتحام محطة «باين غاب» عام 2005 للاحتجاج السلبي ضد حرب العراق، ومرة أخرى عند اقتحام القاعدة العسكرية في روكهامبتون عام 2011 وإحداث ثقب في طائرة هليكوبتر عسكرية لمنعها من أداء مهامها. نسق لو وزوجته مارغريت بيستريوس منظمة «كيرنز بيس باي بيس». أعاق لو أيضًا قطع الأشجار في «جزيرة فريرز المدرجة في قائمة التراث العالمي». 

## نشأته
وُلد لو في عام 1954 في ضاحية موروكا في بريزبان. خدم كلا والديه في الجيش في أثناء الحرب العالمية الثانية، إذ خدم والده في غينيا الجديدة، وخدمت والدته في تاونسفيل. التحق لو بمدرسة يورونا الثانوية الحكومية، وكان متفوقًا في العلوم. التحق بجامعة كوينزلاند، ودرس الكيمياء لفترة وجيزة قبل أن يترك الجامعة. عمل موظفًا في وزارة التعليم لفترة قصيرة. قاد سيارات الأجرة، بعد ذلك، لمدة 15 عامًا في كيرنز. عاد لو، في الثلاثينيات من عمره، إلى جامعة غريفث لدراسة التاريخ والسياسة مع اهتمام خاص بتاريخ آسيا والمحيط الهادئ والأنشطة العسكرية الإقليمية. كان ناشطًا في الحرم الجامعي وأصبح رئيسًا لاتحاد الطلاب.

## نشاطه
اتُّهم لو بالتطرف خلال حكومة جو جيليك بيترسو، واعتُقل لأول مرة في أثناء المسير في مظاهرة حقوقية كبيرة في شوارع بريزبان. اعتُقل أكثر من ثلاثين مرة. نشر لو المدونات بشكل واسع. كان لديه طموحات بأن يصبح محاميًا، لكنه شعر بأنه جاء من الطبقة الخطأ في الوقت الخطأ. ذُكر اسمه في التحفيز الفكري الذي قدمته عملية قاعة المحكمة. اعترف به القضاة والمحامون والخصوم منافسًا شريفًا. كتب سيارون أوريلي ما يلي:
من بين الآلاف الذين اعتُقلوا وضُربوا خلال تلك الفترة، ظل بعضنا «متفائلين رغم تعرضهم للضرب»، متطلعين، وباحثين، ومواصلين المقاومة اللاعنفية ضد الحرب والاستعدادات لها. درس لو مبادئ غاندي بشكل عميق، في حين تحول البعض نحو التقاليد الأمريكية لحركة العمالية الكاثوليكية ودانيال بيريغان.
أثرت حركة العمالية الكاثوليكية على منهج لو في اللاعنف خلال سنواته الأخيرة.
عمل لو، بين عام 1982 ومنتصف العقد الأول من القرن الحادي والعشرين، على مجموعة من الحملات، وأعطى الزملاء رأيهم فيه بأنه «أحد أهم الناشطين الاستراتيجيين ضد العنف في أستراليا». طبّق لو نظرية اللاعنف وتقنياته على المشاريع المحلية والإقليمية والدولية. شملت الحملات التي شارك بها الحقوق الأصلية، الحقوق الموجودة في ظل الاعتراف بحالة معينة للسكان الأصليين، التي دُرست في البداية في ما يتعلق بدورة ألعاب الكومنولث في بريزبان عام 1982. عاش لو في جزيرة فريرز في أثناء الحصار لإعاقة عمليات قطع الأشجار. شارك في قضايا محلية مثل تحسين مرافق الدراجات الهوائي، ونادي يخوت كيرنز، وحملة «أنقذوا مكان المدينة» الحديثة في كيرنز.
كان لديه اهتمام شديد بمعارضة المظاهر العسكرية وأصبح هذا شغفه الأساسي. عارض فورًا، بصفته ناشطًا مناهضًا للحروب، زيارات السفن الحربية الأمريكية والبريطانية إلى أستراليا خلال الذكرى المئوية الثانية. كان ذلك هو الوقت الذي بدأ فيه باستكشاف قوة مجموعات اللاعنف الصغيرة. تعاون مع زميلته الناشطة اللاعنفية مارغريت بيستريوس، وتابعا معًا شغفهما المشترك بتعليم الناس العاديين مبادئ اللاعنف. بدأا، مع مجموعة «كيرنز بيس باي بيس»، بعمليات تفتيش المدنيين للسفن الحربية الأمريكية الزائرة حين كان القانون يعتبر أن أستراليا في حالة حرب دائمة. دخل إلى قاعدة تجسس باين غاب بالقرب من بلدة أليس سبرينغ في عام 2005 مع ثلاثة أشخاص آخرين من حركة «مسيحيون ضد جميع الإرهابيين». اعتُبر هذا الإجراء نقطة تحول في سعي لو لممارسة أنواع أقوى من الأنشطة، وأدى في النهاية إلى اختتام أعماله بشكل ملائم في مدينة روكهامبتون الإقليمية في كوينزلاند في حين كان معظمهم يتطلع إلى كانبيرا وواشنطن من أجل التغيير السياسي.

## حياته الشخصية
تعرض لنوبته القلبية الأولى خلال قضية المحاكمة في أليس سبرينغ، وتراجعت صحته باستمرار منذ ذلك الحين. عانى الداء السكري والمرض القلبي وعواقبهما.
أنجب لو ومارغريت ابنًا يُدعى جوزيف.